# Geografia da Bretanha

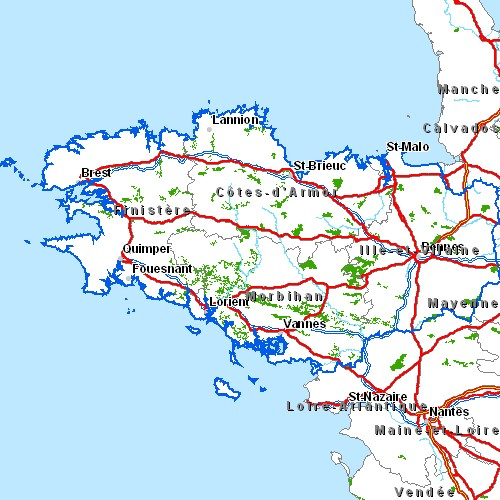
Mapa da Bretanha

A Bretanha é a região francesa que beneficia de uma maior costa litoral. Distinguem-se tradicionalmente as regiões costeiras (o Armor - o mar) das regiões centrais (o Argoat  - floresta).